# 유박 (창읍애왕)
창읍애왕 유박(昌邑哀王 劉髆, ? ~ 기원전 88년)은 한 무제의 다섯 번째 서자로 후궁 이씨 부인(李氏夫人) 소생이다. 창읍왕 유하의 아버지이며 소제의 이복형이자 여태자의 이복 동생이다.

## 생애
기원전 97년 산양군의 이름을 바꿔 만든 창읍나라에 봉해져 첫 창읍왕이 됐다. 기원전 90년 외숙 이사장군 이광리와 승상 유굴리가 창읍왕을 황태자로 세우려는 모의를 꾸몄으나, 유굴리가 무제를 저주하고 창읍왕이 황제가 되도록 빌었다는 의혹을 받아 유굴리의 일가가 이멸돼 무산됐다. 창읍왕은 기원전 88년 병사했다. 시호는 애왕(哀王)이다. 아들 폐제가 창읍왕을 습작했고, 소제의 뒤를 이어 황제가 되었지만 27일 만에 곽광에 의해 폐서인되었다.

## 가계
- 부황 : 한 무제
- 모후 : 이씨 부인(李氏夫人), 사후 효무황후에 추증됨
  - 이복형 : 유거
  - 이복동생 : 소제
- 처 :
  - 아들 : 창읍왕 유하
    - 손자 : 해혼희후 유대종

| 선대 (첫 봉건) | 제1대 전한의 창읍왕 기원전 97년 ~ 기원전 88년 | 후대 아들 유하 |